# Dawid Keltjens
Dawid Keltjens (hebr. ‏דוד קלטינס‎; ur. 11 czerwca 1995 w Mewasseret Cijjon) – izraelski piłkarz grający na pozycji pomocnika w Hapoelu Tel Awiw.

## Życiorys
Jest wychowankiem Beitaru Jerozolima. W 2015 roku dołączył do seniorskiego zespołu tego klubu. W rozgrywkach Ligat ha’Al zadebiutował 26 października 2015 w wygranym 4:2 meczu z Maccabi Tel Awiw.
W reprezentacji Izraela zadebiutował 24 marca 2017 w przegranym 1:4 spotkaniu z Hiszpanią. Do gry wszedł w 60. minucie, zastępując Dana Einbindera.